# Tawhidul Alam Sabuz
Tawhidul Alam Sabuz  là một cầu thủ bóng đá người Bangladesh thi đấu ở vị trí Tiền đạo. Hiện tại anh thi đấu cho Chittagong Abahani ở Giải bóng đá ngoại hạng Bangladesh 

## Bàn thắng quốc tế
Đội tuyển Olympic
| #  | Ngày               | Địa điểm                                             | Đối thủ          | Bàn thắng | Kết quả | Giải đấu                    |
| -- | ------------------ | ---------------------------------------------------- | ---------------- | --------- | ------- | --------------------------- |
| 1. | 5 tháng 2 năm 2010 | Sân vận động Quốc gia Bangabandhu, Dhaka, Bangladesh | U-23 Ấn Độ       | 1–0       | 1–0     | Đại hội Thể thao Nam Á 2010 |
| 2. | 8 tháng 2 năm 2010 | Sân vận động Quốc gia Bangabandhu, Dhaka, Bangladesh | U-23 Afghanistan | 4–0       | 4–0     | Đại hội Thể thao Nam Á 2010 |

Đội tuyển quốc gia
| #  | Ngày                | Địa điểm                             | Đối thủ               | Bàn thắng | Kết quả | Giải đấu |
| -- | ------------------- | ------------------------------------ | --------------------- | --------- | ------- | -------- |
| 1. | 23 tháng 3 năm 2018 | Sân vận động Leo, Băng Cốc, Thái Lan | BG Pathum United F.C. | 2–1       | 4–3     |          |
| 2. | 23 tháng 3 năm 2018 | Sân vận động Leo, Băng Cốc, Thái Lan | BG Pathum United F.C. | 3–1       | 4–3     |          |
| 3. | 23 tháng 3 năm 2018 | Sân vận động Leo, Băng Cốc, Thái Lan | BG Pathum United F.C. | 4–3       | 4–3     |          |
| 4. | 1 tháng 6 năm 2019  | Sân vận động Leo, Băng Cốc, Thái Lan | BG Pathum United F.C. | 1–0       | 3–0     |          |
| 5. | 1 tháng 6 năm 2019  | Sân vận động Leo, Băng Cốc, Thái Lan | BG Pathum United F.C. | 3–0       | 3–0     |          |
| 6. | 7 tháng 11 năm 2019 | Muscat, Oman                         | Muscat Club           | 3-1       | 3-1     |          |